# Список вірменських авторів V—XVIII століть

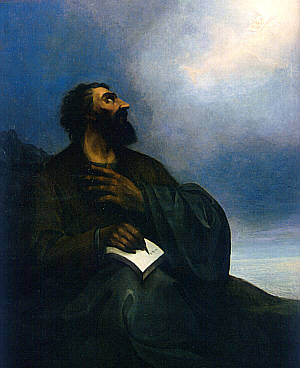
Месроп Маштоц, винахідник вірменської абети, зачинатель вірменської літератури

Список вірменських авторів V—XVIII століть
- У списку представлені автори оригінальних твори вірменської писемності V — XVIII століть художнього та історіографічного (деякі філософського та богословського) змісту.
- У списку не представлені імена авторів, твори яких не збереглися.
- У списку не представлені також 98[1] писемних пам'яток V—IX століть, що мають виключно церковно-релігійне значення.

## Списки вірменських авторів в історії
Один з перших списків вірменських авторів було складено ще в XIII столітті істориком Кіракосом Гандзакеці: 

Історіографи вірменського народу теж залишили багато праць. Наприклад, дивовижний та проникливий Агатангелос (що в перекладі означає посланець добра), який за наказом могутнього та хороброго царя Трдат розповів про обставини та події, що мали місце у вірмен завдяки сповідникові христовому святому Григору Партеву, про дії знамень та вигадок, про чудодійства, про причини освіченості нашої країни вірменської та завершив [свою працю] прекрасною та осяйною розповіддю. Слідом за ним багатющий знаннями, многомудрий серед інших [ істориків] святий муж божий Мовсес Хоренаці виклав історію Вірменії наймудрішим та достохвальним стилем. Почав він з короткої оповіді, сповненої розлогих думок про першу людину, [й далі розповідає] він про події, справи та вчинки багатьох народів, доводить до днів Трдата та святого Григора, а звідти — до кончини вірменського патріарха святого Саака та до плачу по країні нашій вірменській, і на тому кінчає. Після нього святий Єгіше розповідає про подвиг онука святого Саака, Вардана, і сподвижників його, які, сподіваючись на Христа, пожертвували собою і були увінчані Христом; оспівує доблесну загибель святих Йовсепа і його сподвижників, а також в надії на Христа вірменських нахарарів на добровільне ув'язнення у царя [перського], страждання та мучеництво святих Хорена та Абраама, про яких так достовірно розповідає сей дивний осіб. Потім велемовний Лазар Парпеці починає з часу святого Саака та розповідає в тому ж дусі. А після нього — Фавстоса Бузанда, який оповідає про те, що сталося між країною нашою вірменською та персами і через них з нами. І оповідь про Іраклія єпископа Себеоса. І «Історія» чудового чоловіка Корюна. І Хосров. І «Історія» ієрея Гевонда про те, що зробили Магомет і його намісники з усіма країнами, і особливо з нашим народом вірменським. І вардапет Товма, історіограф дому Арцрунідів. І Шапух Багратуні. І владика Ованес, католикос вірмен. І Мовсес Каганкатваці, історіограф Агванка. І єпископ урфінський Ухтанес, який описав відділення грузинів від вірмен через Кюріона. І вардапет Степанос, на прізвисько Асохік. І вардапет Арістакес, прозваний Ластивертці. Й ієрей монастирський Матеос Урхаеці. І Самуел, священик Анійського собору. І потім — проникливий та мудрий вардапет, прозваний Ванаканом. 

## Автори V—XVIII століть

### V століття

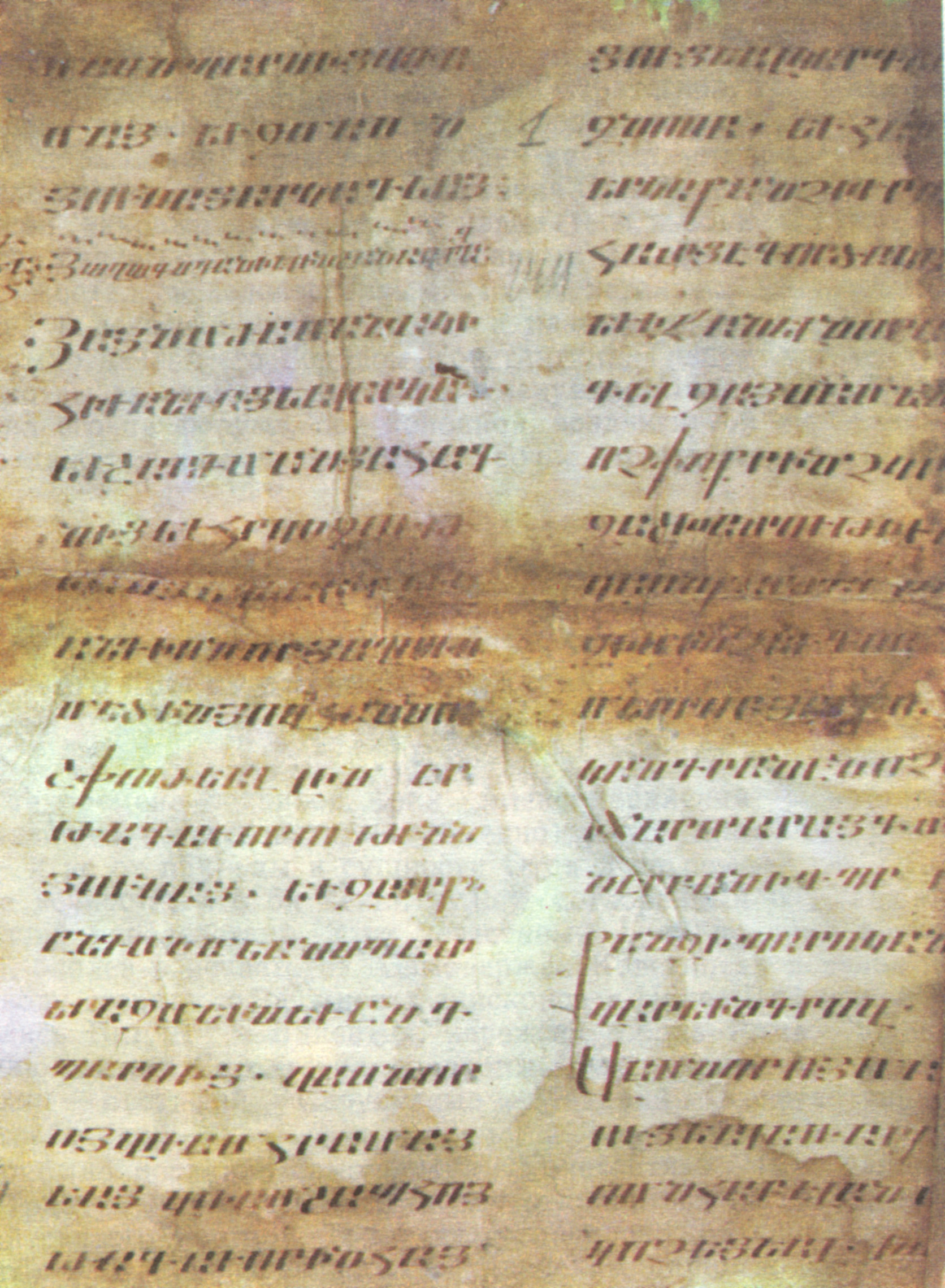
сторінка рукопису «Історії Вірменії» Мовсеса Хоренаці

- Месроп Маштоц (361—440) — автор духовних гімнів та трактату «Многовіщальні промови»[3][4]
- Езнік Кохбаці (писав у 440-і роки) — богослов, автор «Книги спростувань» (про добро і зло).
- Корюн (писав у 440-і роки) — історик, автор «Житія Маштоца»[5]
- Мамбро Верцанох (перша половина V століття) — церковний діяч, автор трактатів
- Степанос Сюнеці (середина V століття) — поет[6]
- Фавстоса Бузанда (писав у 470-х роках) — історик, автор «Історії Вірменії»[7]
- Єгіше (V або VI ст.) — історик, автор «Про Вардана та війну вірменську» [8]
- Іоанн Мандакуні (помер близько 490) — автор релігійних промов та гімнів[9][10]
- Мовсес Хоренаці (між V і IX ст.) — історик, автор «Історії Вірменії»[11]
- Агатангелос (V век) — історик, автор «Історії Вірменії»[12]
- Лазар Парпеці (близько 442 — близько 510) — історик, автор «Історії Вірменії»

### VI століття
- Давид Анахт  — філософ-неоплатонік
- Атанас Таронаці  — історик, автор «Хронографа»
- Петрос Сюнеці  — церковний діяч, автор трактатів
- Абраам Маміконеіц  — церковний діяч, автор «Історії Ефеського собору»

### VII століття

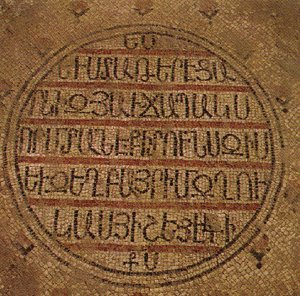
Мозаїка з вірменськими написами, VI — VII століття

- Себеос  — історик, автор «Історії імператора Іраклія»[13]
- Іоанн Маміконьян  — історик, автор «Історії Тарона»[14]
- Ананія Ширакаці  — автор історико-географічної праці «Ашхарацуйц»[15]
- Мовсес Каганкатваці — історик, автор «Історії Агванка»[16]
- Давтак Кертог  — поет-лірик[17]
- Комітас Ахцеці  — церковний діяч, автор релігійних віршів[6]
- Анастас Вардапет  — історик, автор праці «Про вірменські монастирі Єрусалиму»[18]
- Саак Дзорапорці  — церковний діяч, автор релігійних віршів[6]
- Ован Майраванеці  — церковний діяч, автор трактатів
- Вртанеса Кертог  — церковний діяч, автор трактату «Про іконоборство»
- Григор Грзік  — гімнограф
- Ашот Багратуни  — гімнограф[6]

### VIII століття
- Гевонд  — історик, автор «Історії Халіфів»[19]
- Степанос Сюнеці  — церковний діяч, гімнограф
- Іоан Одзнеці — церковний діяч, автор церковних праць та гімнів[6]
- Саакдухт  — гімнограф
- Хосровідухт  — гімнограф[6]
- Абраам Ванакан  — автор «Житіє Баана Гохтнеці»
- Хосровік Таргманіч  — церковний діяч, автор трактатів

### IX століття

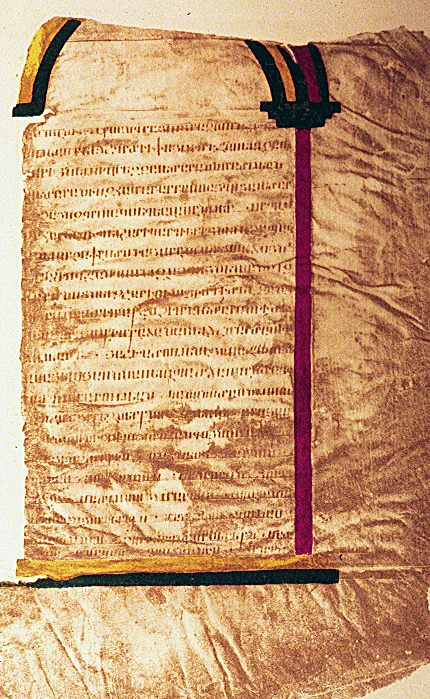
Сторінка з «Лазаревського Євангелія», 887 рік

- Товма Арцруні  — історик, автор «Історії дому Арцруні»
- Амам Аревелці  — релігійно-політичний діяч, автор трактату «запитання про відповіді», духовних гімнів
- Анонім  — «Історія св. патріарха Саака та вардапета Маштоца»[20]
- Аарон Ванандеці  — історик, автор «Історії Хреста Нуне»
- Степанос Апаранці  — гімнограф
- Есаі абу Мусі  — політичний діяч, автор віршів
- Анонімний гімнограф — гімнограф[21]

### X століття
- Ованес Драсханакертци  — історик, автор «Історії Вірменії» [22]
- Ухтанес  — історик, автор «Історії Вірменії»
- Мовсес Дасхуранці  — історик, продовжувач «Історії Агванка»
- Псевдо-Шапух Багратуни  — історик, автор «Історії анонімного оповідача»[23]
- Анонім Арцруні  — історик, продовжувач «Історії дому Арцруні»
- Месроп Вайодзореці  — ієрей, автор «Історії святого Нерсеса Партева, вірменського патріарха»
- Ананія Мокаці  — церковний діяч, автор трактатів
- Ананія Нарекаці  — церковний діяч, автор трактатів

### XI століття
- Григор Нарекаці (951 — 1003)  — поет, автор «Книги скорботних співів»[24]
- Степанос Таронаці  — історик, автор «Загальної історії» [25]
- Арістакес Ластиверці  — історик, автор «Оповідання вардапета Арістакеса Ластиверці»[26]
- Матеос Урхаеці (друга половина XI століття — 1144) — історик, автор «Хронографа»[27]
- Григор Магістрос (близько 990 — 1058/59) —  письменник
- Ованес Саркаваг (1045/50 — 1129)  — церковний діяч, поет
- Акоп Санахнеці (дата нар. нев. — 1085)  — історик, автор «Хронографа»
- Анонімний Оповідач  — історик, автор «Історії»
- Вардан Анеці  — поет

### XII століття
- Нерсес Шноралі (близько 1100 — 1173)  — церковний діяч, поет, автор поеми «Елегія на взяття Едеси»
- Нерсес Ламбронаці (1153 — 1198)  — поет
- Мхітар Гош (1120 рр.. — 1213)  — історик, автор «Албанської хроніки»
- Самуель Анеці (близько 1100/05 — 1185/90)  — історик, автор«Літопису»
- Мхітар Анеці (друга половина XII століття) — історик, автор «Історії»
- Григор Ерец  — історик
- Ваграм Рабуні — історик, автор «Історії Рубенітів»
- Вардан Айказн  — поет
- Григор Тха (близько 1133 — 1193)  — поет, автор поеми «Плач про Єрусалим»
- Григор Марашеці  — поет
- Хачатур — поет

### XIII століття
- Кіракос Гандзакеці  — історик, автор «Історії Вірменії»[28]
- Степанос Орбелян  — історик, автор «Історії області Сісакан»
- Смбат Спарапет  — історик, автор «Літопису»[29]
- Мхітар Айріванеці  — історик, автор «Хронографічної історії»[30]
- Вардан Аревелці  — історик, автор «Загальної історії»[31]
- Григор Акнерці  — історик, автор «Історії народу стрільців»[32]
- Ованес Авагерец Лехаці  — історик, автор «Хронографа»
- Степанос Єпископ  — історик, автор «Літопису»[33]
- Ованнес Тавушеці  — історик
- Анонім  — історик, автор «Хронографа»
- Фрик  — поет
- Вардан Айгекці  — байкар
- Костандін Ерзнкаці  — поет
- Хачатур Кечареці  — поет
- Ованес Ерзнкаці  — церковний діяч, поет
- Геворг Скевраці — богослов, письменник, граматик
- Григор Скевраці  — поет, автор промов
- Ованес Аркаехбайр  — поет

### XIV століття
- Григор Татеваці  — філософ та богослов
- Ованес Воротнеці  — філософ та богослов
- Гетум  — історик, автор «Літопису»
- Нерсес Паліенц  — історик, автор «Літопису»
- Ованес Арджішеці  — історик, автор «Хроніки»
- Анонім Себастаці  — історик, автор «Літопису»
- Ованес Тлкуранці  — поет[34]
- Анонім Сюнеці  — поет
- Кіракос Ерзнкаці  — поет
- Тертер Ереванці  — поет

### XV століття
- Товма Мецопеці  — історик, автор «Історії Тимура і його наступників»[35]
- Анонім  — історик, автор «Хроніки»
- Кіракос Банасер  — богослов, автор «Житія Товма Мецопеці»[36]
- Мкртич Нагаш  — поет[37]
- Григор Церенц  — поет
- Аракел Багішеці  — поет, гімнограф
- Григор Арцкеці  — гімнограф
- Ованес Манук Хлатеці  — гусан
- Абраам Анкюраці  — гімнограф
- Аракел Сюнеці  — гімнограф, автор епічної поеми «Адамова книга»
- Акоп Нетраренц  — поет
- Мартірос Ерзнкаці  — автор «Подорожніх нотаток»[38]

### XVI століття
- Наапет Кучак  — поет[39]
- Григоріс Ахтамарці  — поет
- Симеон Апаранці  — історик, поет
- Овасап Себастаці  — поет
- Тадеос Себастаці  — поет
- Мінас Тохатці  — поет
- Ованісік Цареці  — історик
- Андреас Евдокаці  — історик, автор «Хронографа»
- Барсегов Арчішеці — хронограф
- Акоп Тохатці  — гімнограф
- Мартірос Харасанці  — поет
- Мартірос Харбердці  — гімнограф
- Закарія Гнунеці  — гімнограф
- Карапет Багішеці  — гімнограф
- Вртанеса Срнкеці  — поет

### XVII століття
- Аракел Давріжеці — історик, автор «Книги історій»
- Нагаш Овнатан — поет[40]
- Симеон Джугаєці — філософ
- Закарі Канакерці — історик, автор «Хроніки»
- Григор Даранагеці — історик, автор «Історії»
- Симеон Лехаці — історик, автор «Подорожніх нотаток»
- Вардан Багішеці — історик
- Акоп Карнеці — історик
- Степанос Тохатці  — поет
- Давид Багішеці — історик
- Єремія Челебі Кеомурчян — історик, автор «Хроніки»
- Закарі Агулеці — історик, автор «Щоденника»
- Ованес Каменаці — історик
- Хачатур Тохатці — поет
- Хачатур Кафаеці — історик
- Автустін Беджеці — автор «Подорожі Європою»
- Акоп Григоренці — мандрівник, автор «Честі Британії»
- Акоп Ссеці — автор подорожніх нотаток, поет
- Хачатур Етовпаці — автор подорожніх нотаток про Венецію
- Степанос Лехаці — автор «Лексикону», перекладач.
- Вардан Багішеці — церковний діяч
- Вардан Кафаці — гімнограф
- Мартірос Крімеці — історик, гімнограф
- Нерсес Мокаці — гімнограф
- Давид Саладзорці — гімнограф
- Акоп Арцкеці — поет
- Аствацатур — поет
- Давид Гегамеці — поет
- Казар Себастаці — поет
- Коса Ерец — поет
- Мартірос Харбердці — поет
- Мурад Хікару — поет
- Ованес Маквеці — поет
- Парс Тагасац — поет
- Симеон Кафаеці — поет-пандухт
- Степанос Даштеці — поет
- Хаспек Хачатур — поет
- Хачгруз Кафаеці — історик, поет

### XVIII століття
- Абраам Ереванці — історик, автор «Історії воєн 1721 — 1736»
- Абраам Кретаці — історик, автор «Історіографії»
- Акоп Симонян — історик
- Акоп Аюбян — історик
- Есаї Гасан Джалалян — історик, автор «Короткої історії країни Агванка»
- Мартірос ді Аракел — історик
- Мікаел Чамчяна — історик, автор «Історії Вірменії»
- М. Тагіадян — автор «Історії стародавньої Індії»
- Симеон Ереванці — історик, автор «Джамбра»
- Степанос Ерец — історик
- Товмас Ходжамалян — історик, автор «Історії Індії»
- Хачатур Джугаеці — історик, автор «Історії Персії»
- Григор Басмаджян — автор щоденника
- Григор Гапасакалян — автор «Книги про музику»
- Мовсес Баграмян — публіцист
- Ованес Джугаеці Мргуз — філософ
- Овсеп Аргутян (Йосип Аргутінський) — автор щоденника
- Петрос ді Саргіс Гіланенц — автор щоденника
- Степанос Шаумян — автор щоденника
- Хачатур Аракелян Ерзрумці — автор книг з поетики
- Шаамір Шаамірян — автор «Пастки честолюбства» (1773)
- Акоп Нагаш — поет
- Багдасаров Дпір — поет
- Геворг Хубов — поет
- Григор Ошаканці — поет
- Ованес Карнеці — поет
- Петрос Капанці — поет
- Петрос Нахіджеванці — поет
- Саркіс Апучехці — гімнограф
- Саят-Нова — поет
- Тадевос Согінянц — поет
- Шамчі Мелко — поет